# Wilkiea rigidifolia
Wilkiea rigidifolia là một loài thực vật có hoa trong họ Monimiaceae. Loài này được (A.C. Sm.) Whiffin & Foreman mô tả khoa học đầu tiên năm 2007.